# Messa da Requiem
Die Messa da Requiem (auch „Verdi-Requiem“) ist die Vertonung des Textes der Totenmesse (Requiem) durch den Komponisten Giuseppe Verdi aus dem Jahr 1874.

## Entstehung
Unter dem Eindruck des Todes von Gioachino Rossini 1868 lud Giuseppe Verdi die seinerzeit zwölf bedeutendsten Komponisten Italiens zur Gemeinschaftskomposition einer Totenmesse ein, der sogenannten Messa per Rossini. Er selbst übernahm in diesem Requiem die Vertonung des Schlusssatzes, des „Libera me“. Die Uraufführung sollte am ersten Todestag Rossinis, dem 13. November 1869, in Bologna stattfinden. Die Messa per Rossini war im September 1869 fertiggestellt, eine Aufführung kam jedoch wegen widriger Umstände nicht zustande. Das Manuskript geriet daraufhin zunächst in Vergessenheit.
Erneut beschäftigte sich Verdi mit dem Requiem-Stoff, nachdem 1873 der Dichter Alessandro Manzoni verstorben war. Verdi hatte den hoch angesehenen Manzoni, Identifikationsfigur des Risorgimento – der italienischen Nationalbewegung, deren Vertreter auch Verdi selbst war (vgl. Viva Verdi) –, zutiefst verehrt. Er offerierte der Stadt Mailand die Komposition einer Messe, die ein Jahr nach Manzonis Tod aufgeführt werden sollte. Die Stadt nahm dankend an. Nachdem Verdi 1871 mit der Oper Aida einen bahnbrechenden Erfolg errungen hatte, der ihm auch in Deutschland endlich zur Anerkennung verhalf, komponierte Verdi die Messa da Requiem als sein vorläufig letztes Werk.
Kirchenmusik hatte Verdi bis zu diesem Zeitpunkt lediglich während seiner ersten Ausbildungsjahre, die damals schon dreißig Jahre zurücklagen, und bei der erwähnten Teilkomposition der Messa per Rossini hervorgebracht. Angeblich studierte er während der Komposition der Messa da Requiem in Paris die Requien von Mozart, Cherubini, Berlioz und weiteren Komponisten.
Verdis Beitrag zur Messa per Rossini, das abschließende „Libera me“, wurde nun die Keimzelle für das gesamte Requiem. Verdi behielt ihn in leicht veränderter Form als Schlusssatz auch der neuen Komposition bei. Den A-cappella-Satz „Requiem aeternam“ für Solosopran und Chor aus der Totenmesse für Rossini verwendete Verdi im neuen Requiem im Orchester- und Chorsatz des „Requiem aeternam“ im Introitus. Die Vertonung des „Dies irae“ aus der älteren Komposition wurde dreimal für textgleiche oder -ähnliche Passagen der Sequenz aufgegriffen. Verdi verwertete außerdem eine weitere Eigenkomposition, die in der französischen Erstfassung der Oper Don Carlos als Totenklage für Posa fungierte, im „Lacrimosa“.

## Uraufführung und Weiterverbreitung

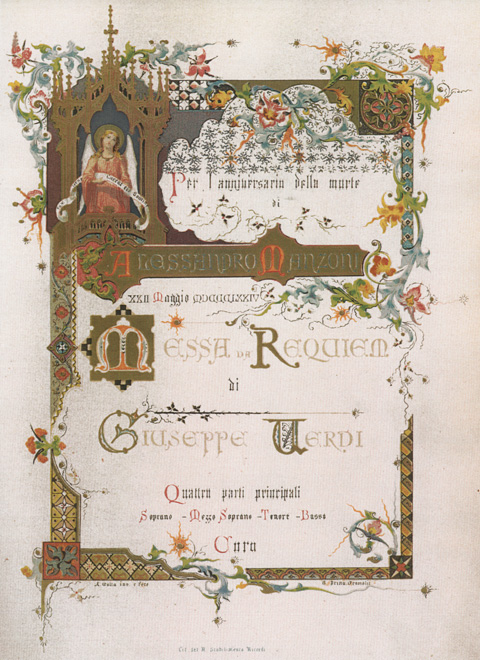
Titelblatt der Erstausgabe von 1874

Wie vorgesehen, fand die Uraufführung am ersten Todestag Manzonis, dem 22. Mai 1874, in der Kirche San Marco zu Mailand statt. Der originale Titelzusatz „Per l’anniversario della morte di Alessandro Manzoni XXII Maggio MDCCCLXXIV“ (siehe Abbildung) schreibt diese Aufführung als eigentliche Werkbestimmung fest. Schon im gleichen Jahr jedoch führte Verdi das Werk in Paris auf und brachte es 1875 auch nach London und Wien. Die Erstaufführungen im Deutschen Reich fanden im Dezember 1875 in Köln und in München statt, kurz darauf folgte Schuchs Erstaufführung in der Dresdner Semperoper.
Wegen des Widmungsträgers bezeichnete man einst Verdis Messa da Requiem als Manzoni-Requiem. Der Begriff war vor allem im deutschen Raum in den Jahren nach den ersten Aufführungen geläufig, wurde jedoch bereits im 20. Jahrhundert nicht mehr verwendet. Umgangssprachlich bedient man sich heute der Bezeichnung Verdi-Requiem, während für Konzertankündigungen häufig der Originaltitel Messa da Requiem eingesetzt wird.
Verdis Messa da Requiem ist wie Berlioz’ Grande Messe des Morts und Brahms’ Ein deutsches Requiem nicht mehr für den liturgischen Gebrauch, sondern allein für konzertante Aufführungen konzipiert; daher wird es oft ironisch als Verdis beste Oper bezeichnet.

## Werkaufbau

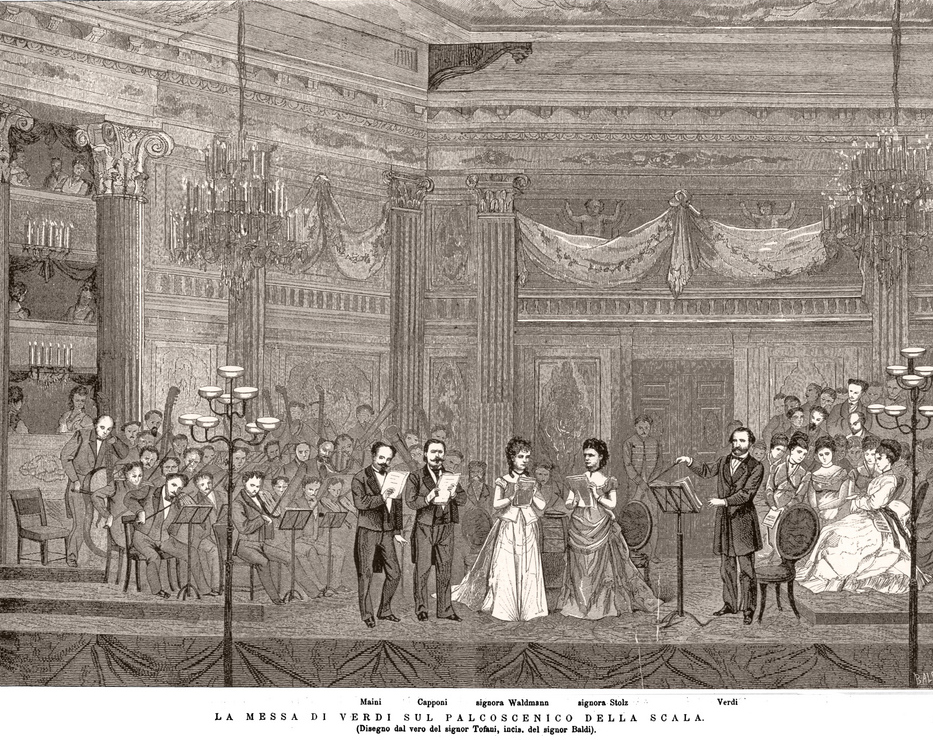
Zweite Aufführung der Messa da Requiem, an der Scala am 25. Mai 1874, mit Verdi als Dirigent. Solisten, von links nach rechts: Ormondo Maini, Giuseppe Capponi, Maria Waldmann und Teresa Stolz.

Der Text und der Ablaufplan des Werkes entsprechen fast durchgehend der römisch-katholischen Liturgie des Totengottesdienstes. Die Abweichungen sind marginal: Verdi verzichtete lediglich auf die Vertonung von Graduale und Tractus, fügte jedoch das Responsorium Libera me hinzu. Die Besetzung hingegen entspricht einem Opernorchester (mit großer Übereinstimmung zu Don Carlos) mit vier Solisten (Sopran, Mezzosopran, Tenor, Bass) und Chor (vierstimmig, oft mehrfach geteilte Stimmen, im Sanctus Doppelchor, d. h. zwei vierstimmige Chöre).
1. Introitus: Requiem aeternam – Te decet hymnus – Kyrie (Soli, Chor)
2. Sequenz („Dies irae“):
  1. Dies irae – Quantus tremor (Chor)
  2. Tuba mirum – Mors stupebit (B, Chor)
  3. Liber scriptus – Dies irae (2.) (M, Chor)
  4. Quid sum miser (S, M, T)
  5. Rex tremendae – Salva me (S, M, T, B, Chor)
  6. Recordare – Quaerens me – Juste Judex (S, M)
  7. Ingemisco – Qui Mariam – Preces meae – Inter oves (T)
  8. Confutatis – Oro supplex – Dies irae (3.) (B, Chor)
  9. Lacrymosa – Pie Jesu (Soli, Chor)
3. Offertorium: Domine Jesu – Hostias – Quam olim Abrahae (Soli)
4. Sanctus (doppelchörig)
5. Agnus Dei (S, M, Chor)
6. Communio: Lux aeterna (M, T, B)
7. Responsorium: Libera me – Dies irae (4.) – Libera me (S, Chor)

Abkürzungen: S – Sopran, M – Mezzosopran, T – Tenor, B – Bass
Die Aufführungsdauer der Messa da Requiem beträgt 85 Minuten.

## Orchesterbesetzung
3 Flöten (3. auch Piccolo), 2 Oboen, 2 Klarinetten, 4 Fagotte, 4 Hörner, 8 Trompeten (davon 4 Ferntrompeten in Tuba mirum), 3 Ventiltenorposaunen, 1 Ophikleide (heute oft durch Cimbasso ersetzt), Pauken, große Trommel und Streicher.
Bei der Instrumentation ist besonders der solistische Einsatz der großen Trommel im Dies irae hervorzuheben, so dass hier für unterschiedliche Stellen oft zwei verschiedene Instrumente verwendet werden. Das Offertorium enthält eine Probespielstelle für Cello.

## Editorische Besonderheiten

Die Anfangstakte des ursprünglichen „Liber scriptus“

Nach den ersten Aufführungen erfuhr das Werk noch eine kleine Revision: 1875 entschloss sich Verdi, den „Liber scriptus“, der bis dahin aus einem Chorfugato bestand, durch eine Mezzosopran-Arie zu ersetzen. Lediglich in der Erstausgabe von 1874 (erschienen bei Ricordi) ist das Stück noch in seiner ursprünglichen Fassung erhalten.

## Bearbeitungen
Der Berliner Chorleiter und Musikpädagoge Michael Betzner-Brandt schuf 2013 eine Fassung für kleines Ensemble.

## Verwendung in anderen Medien
Das Stück Dies irae wurde in verschiedenen Filmen zur Spannungssteigerung verwendet. Darunter fallen die beiden Filme der japanischen Battle-Royale-Reihe und der US-amerikanische Western Django Unchained von Quentin Tarantino aus dem Jahr 2012.